# Szemirom megye

Iszfahán tartomány megyéinek elhelyezkedése

Szemirom megye (perzsául: شهرستان سمیرم) Irán Iszfahán tartományának legdélebbi megyéje az ország középső részén. Északon Dehágán, keleten Sahrezá, délkeleten Fársz tartomány Ábáde megyéje és Eglid megyéje, délnyugaton és nyugaton Kohgiluje és Bujer Ahmad tartomány határolják. Székhelye a 26 000 fős Szemirom városa. Második legnagyobb városa az 5000 főt számláló Hana. További városai: Komeh és Vanak. A megye lakossága 23 200 fő, területe 5 224 km². A megye két további kerületre oszlik: Központi kerület és Padena kerület.

## Fordítás
- Ez a szócikk részben vagy egészben  a   Semirom County című angol Wikipédia-szócikk ezen változatának fordításán alapul.  Az eredeti cikk szerkesztőit annak laptörténete sorolja fel. Ez a jelzés csupán a megfogalmazás eredetét és a szerzői jogokat jelzi, nem szolgál a cikkben szereplő információk forrásmegjelöléseként.